# Cleptometopus tenellus
Cleptometopus tenellus là một loài bọ cánh cứng trong họ Cerambycidae.